# ハイクリフ
ハイクリフ (中国語: 曉廬、英語: Highcliff) は、香港、香港島、跑馬地の南斜面に位置する高さ252.4m (828ft.) の超高層ビルである。この75階建て（うち70階は住居スペース）の建物は、2000年に建設が開始され、DLNアーキテクト&エンジニアによる設計のもと、2003年に完成した。

## 概要
2003年エンポリス・スカイスクレイパー賞では、ロンドンの30セント・メリー・アクスに次いで、銀賞となった。タワーは、香港の全ての住宅ビルの中で最も高い。
曉廬は、このような高層建築にしては際だって薄い。このため、風力緩衝器は、最上部に取り付けられている。この風力緩衝器は、世界の住宅ビルに取り付けられるものとしては、初めてである。これは、香港に影響を及ぼす数多くの台風に備えて設置されている。
御峰と近くにあるように見え、両方ともとても薄い高層ビルのため、共に「ザ・チョップスティック」と呼ばれることがある。